# Таинственный остров (Остаться в живых)
«Таинственный остров» (англ. Pilot) — двухсерийный пилотный эпизод американского телесериала «Остаться в живых». Первый показ первой части состоялся 22 сентября 2004 года, а премьера второй через неделю, 29 сентября 2004 года на телеканале ABC. Режиссёром выступил Джей Джей Абрамс, он же написал сценарий в соавторстве с Джеффри Либером и Деймоном Линделофом. Джеффри Либер, которому ABC поручили написать первую версию сценария, написал основу сюжета. Позже его сценарий был переработан Абрамсом и Линделофом.
Съёмки проходили на Оаху, Гавайи и этот эпизод стал самым дорогим пилотом в истории телевидения на то время, его стоимость составила от 10 до 14 млн. долларов, в основном из-за расходов на покупку, доставку и художественного оформления списанного самолёта Lockheed 1011, изображавшего обломки рейса 815. Много изменений в поведении и судьбах персонажей было произведено в процессе кастинга.
Пилотный выпуск рассказывает о выживших пассажирах рейса 815 компании Oceanic, которые терпят авиакатастрофу и оказываются на таинственном острове. Три героя, Джек Шепард (Мэттью Фокс), Кейт Остин (Эванджелин Лилли) и Чарли Пэйс (Доминик Монаган), показаны до крушения, в воспоминаниях рассказывается о том, что они пережили в самолёте, за несколько мгновений до того, как он развалился в воздухе; этот приём повествования будет использоваться почти в каждом последующем эпизоде сериала.
Пилот «Остаться в живых» — один из самых высоко оценённых критиками телевизионных пилотов всех времён. Обе части получили высокие рейтинги, а эпизод впоследствии был удостоен множества наград и похвальных отзывов. TV Guide поставил эпизод на 5 место в своём списке «100 лучших серий всех времён».
В некоторых вариантах показа, в том числе и в России, эти части объединяют. Однако на лицензионных DVD серия разделена на две: в русском переводе «Таинственный остров — Часть 1» и «Таинственный остров — Часть 2». Центральными персонажами двух серий стали Джек, Чарли и Кейт.

## Сюжет

### Часть 1

#### Остров
Джек Шепард просыпается в зарослях на острове. Из кустов выходит собака — золотой лабрадор. Джек следует за ним и выходит на пляж, где перед ним лежат обломки самолёта Oceanic Flight 815, на котором он летел из Сиднея в Лос-Анджелес. Будучи хирургом, Джек оказывает медицинскую помощь нескольким выжившим, включая беременную Клэр Литтлтон, и делает искусственное дыхание потерявшей сознание Роуз Надлер. После того как первоначальный шок проходит, Джек удаляется в тихое место, чтобы заняться своими ранами. Он замечает Кейт Остин и просит её помочь ему зашить рану на спине.
Через какое-то время Саид Джарра разводит костёр и просит пассажира, которого зовут Чарли Пэйс, следить за ним, так как маленький огонь на берегу никто не заметит. Ближе к закату солнца все выжившие собираются на берегу около костра. Бун Карлайл подходит к своей сводной сестре по имени Шеннон Рутерфорд. Он предлагает ей перекусить, но она отвергает его предложение, так как надеется, что спасатели уже летят за ними и поужинать она сможет у них. Хёрли начинает раздавать еду с борта самолёта, выжившим людям. Кореец Джин Квон в разговоре со своей женой Сун предостерегает её от чего-то и рекомендует держаться вместе. После наступления ночи выжившие слышат странные звуки, доносящиеся из джунглей и видят как начинают падать деревья.
Утром на следующий день Кейт, Джек и Чарли идёт на поиски кабины пилота. По пути Чарли и Кейт заводят разговор, в ходе которого выясняется, что он когда-то играл в рок-группе DriveShaft. Они находят в лесу переднюю часть фюзеляжа самолёта, которая застряла на деревьях. Кейт и Джек забираются в кабину пилота, а Чарли остаётся снаружи. В кабине они обнаруживают пилота Сета Норриса, он рассказывает, что через 6 часов полёта они потеряли связь, поэтому им пришлось развернуться, чтобы сесть на Фиджи. Но самолёт попал в турбулентность, сбился с курса, и они оказались за тысячу километров от того места, где их должны были искать спасатели. В разговоре Джек называет число выживших — 48. Пилот помогает им найти трансивер и в этот момент все слышат звуки какого-то монстра в лесу, пилот высовывается в окно, чтобы посмотреть и нечто резко вытаскивает его из кабины. Затем, возвращаясь на берег, Джек, Кейт и Чарли находят изуродованное тело пилота закинутое высоко на дерево.

#### Воспоминания
В самолёте мимо Джека пробегает Чарли, которого окликают стюардессы. Турбулентность сотрясает самолёт, пугая Роуз, которая сидит напротив Джека. Джек пытается успокоить её разговорами и она упоминает, что её муж в туалете. Турбулентность усиливается, и самолёт начинает сильно трясти, в результате чего одного человека подбрасывает к потолку, и повсюду выпадают кислородные маски.

### Часть 2

#### Остров
Джек, Кейт и Чарли возвращаются на пляж, где десятилетний Уолт обнаруживает пару наручников, которые он показывает своему отцу Майклу. Джеймс «Сойер» Форд вступает в драку с Саидом, называя его террористом, но их останавливают Джек и Майкл. Джек решает, что, не имея никаких шансов на спасение, он должен постараться сделать всё возможное, чтобы вылечить человека которого ранило сильнее всего — потерявшего сознание полицейского пристава с куском обломка, застрявшим в боку. Он обращается за помощью к Хёрли.
Саид ремонтирует приёмопередатчик, но у него мало заряда батареи и нет сигнала. Он объясняет, что если перебраться на возвышенность, то сигнал будет сильнее. Они с Кейт и Чарли, Шеннон, Буном и Сойером решают отправиться вглубь острова. По дороге появляется белый медведь и нападает на группу. Сойер стреляет и убивает его из пистолета, который он взял у маршала, а Саид обвиняет его в том, что он был пленником маршала. Кейт отбирает пистолет, прежде чем ситуация успевает обостриться. На пляже маршал просыпается и спрашивает Джека: «Где она?».
Когда группа, идущая вглубь острова, добирается до более высокого места, Саид включает трансивер и получает сигнал. Однако его блокирует циклическая передача на французском языке, которую Шеннон переводит как «Я сейчас одна, на острове только я одна. Пожалуйста, придите кто-нибудь. Остальные… они мертвы. Оно убило их. Оно убило их всех». Поскольку передача длится 30 секунд и в каждой итерации указывается количество повторов, Саид подсчитал, что она транслируется уже более 16 лет.

#### Воспоминания
Чарли сидит в конце самолёта и нервничает. Стюардессы заинтересовались им. Они хотят поговорить с ним, но Чарли бежит вперёд, по дороге толкая Джека, Шеннон и Буна. Затем он забегает в туалет, а самолёт попадает в турбулентность. В туалете он хочет принять героин, но в этот момент самолёт начинает падать, Чарли роняет героин и вылетает из туалета. Он отползает из передней части самолёта в среднюю, где его оглушает тележкой для еды.
Кейт сидит рядом с Эдвардом Марсом — человеком, которого потом ранило осколком в живот. Кейт в наручниках, а Марс — полицейский пристав, который конвоирует Кейт. Самолёт начинает падать, Марсу в голову попадает тяжелый чемодан, от чего он теряет сознание, Кейт вытаскивает из его кармана ключ от наручников, а потом надевает на себя и на Марса кислородную маску. Затем сзади отрывается хвостовая часть самолёта.

## Производство

### Концепция и сценарий
Разработка сериала началась летом 2003 года, когда старший вице-президент ABC Том Шерман решил заказать у компании Spelling Television сценарий, основанный на идее президента сети Ллойда Брауна, который задумал сериал, представляющий собой нечто среднее между романом «Повелитель мух», фильмом «Изгой» (2000), сериалом «Остров Гиллигана» и популярным реалити-шоу «Выживший». Браун назвал свою задумку Lost в честь неудачного реалити-шоу, которое транслировалось в 2001 году. Как именно Брауну пришла в голову данная концепция неизвестно, по некоторым данным, идея сериала о выживших на острове уже несколько сезонов обсуждалась в Голливуде, но не нашла отклика. Он был очарован своей идеей, хотя она состояла только из общей концепции и нескольких приблизительных сюжетных линий. С писателем Джеффри Либером связался вице-президент по разработке сериалов Тед Голд, и в сентябре 2003 года он предложил ABC концепцию сериала под названием «Нигде» (англ. Nowhere). Шерман одобрил идею и нанял Либера для написания сценария, но Браун в итоге отверг черновой вариант Либера и последующие переработки.
В январе 2004 года Браун обратился к Джей Джей Абрамсу, который разрабатывал сериал «Шпионка» для ABC, с просьбой написать сценарий нового пилота, названием которого было бы «Остаться в живых» (англ. Lost). «Он блестящий сценарист, у которого есть творческие, глубокие идеи. Он также отличный продюсер, отличный режиссёр, и с ним просто приятно иметь дело изо дня в день», — говорил о нём Браун. Хотя Абрамс поначалу колебался, он отнёсся к этой идее с пониманием, но поставил условие, что в сериале будет присутствовать сверхъестественная составляющая и ему будет назначен партнёр по написанию сценария. Руководитель ABC Хизер Кадин направила к нему Деймона Линделофа, который давно намеревался встретиться с Абрамсом, поскольку хотел писать для «Шпионки». Вместе Абрамс и Линделоф разработали персонажей и сюжет «Остаться в живых», а также создали «библию» сериала, в которой хранились основные мифологические идеи и сюжетные моменты для идеальной продолжительности сериала в пять-шесть сезонов. Линделоф и Абрамс работали с 13 по 16 января, после чего Линделоф отправил 21-страничный набросок руководителям ABC. Майкл Айснер, председатель и главный исполнительный директор Walt Disney Co., медиа-гиганта, владеющего каналом ABC не верил в шоу и говорил, что это «безумный проект, который никогда не сработает». Второй руководитель, Роберт Айгер, выразился более лаконично: «Это пустая трата времени». Они видели проблему в том, что в сериале слишком много персонажей и слишком много разных сюжетных линий, из-за чего по опасениям глав студии зрители будут путаться и у них потеряется интерес к сериалу. Полный черновой вариант сценария пилотного выпуска был представлен 24 февраля, затем сценарий продолжил редактироваться, и окончательный вариант сценария был представлен 19 апреля. Разработка шоу была ограничена сжатыми сроками, так как оно было заказано в конце цикла разработки сезона 2004 года, и Браун подсчитал, что весь процесс от написания сценария до постпродакшна занял от 6 до 8 недель. Несмотря на сжатые сроки, творческая группа оставалась достаточно гибкой, чтобы изменять или создавать персонажей в соответствии с желаемыми актёрами.
Хотя Абрамс и Линделоф не использовали работу Либера в качестве вдохновения для своей собственной, просьба Либера об арбитражном разбирательстве в Гильдии сценаристов Америки, указывающая на сходство обоих сценариев, признала его одним из сценаристов шоу. Позже Либер говорил, что сериал будет сильно отличаться от его концепции «Нигде», заявляя, что «Остаться в живых» «больше похож на „Властелин колец“, чем на „Повелителя мух“». Сценарист-продюсер Энтони Спиннер позже подал в суд на ABC, ссылаясь на то, что в 1977 году он подал в телекомпанию сценарий под названием «L.O.S.T.», но дело было прекращено на том основании, что никто из людей, участвовавших в создании «Остаться в живых», не читал работу Спиннера.

### Кастинг
В соответствии с первоначальными планами сериала, Джек должен был умереть в середине первого эпизода. Первоначально роль Джека была предложена Майклу Китону, но когда продюсеры изменили своё решение по поводу смерти Джека, сделав его лидером выживших, Китон отказался от работы. После того как Мэттью Фокс прошёл кастинг на роль Джека, персонаж был утверждён в качестве лидера, а первой жертвой монстра было решено сделать пилота самолёта. В итоге пилота сыграл Грег Гранберг, друг детства Абрамса, которого продюсер привлекает к большинству своих проектов. Около семидесяти пяти женщин разных фигур, габаритов, национальностей и возрастов прошли прослушивание на роль Кейт. Согласно первоначальным планам, Кейт должна была стать лидером после смерти Джека. Не предполагалось, что она станет беглянкой, вместо этого её муж должен был пойти в туалет незадолго до того, как самолёт разрушится в воздухе, а на острове она будет упорно утверждать, что он жив. В итоге эта идея была использована для персонажа Роуз, которую сыграла Лаверн Скотт Колдуэлл. Продюсеры были впечатлены игрой канадки Эванджелин Лилли на прослушивании на роль Кейт, поскольку она продемонстрировала одновременно уверенность в себе и уязвимость, которые они искали в претендентке на роль. У Лилли возникли трудности с получением визы для работы в Америке. Она должна была приступить к работе в первый день съёмок, но расписание было изменено, чтобы дать ей больше времени, а тем временем продюсеры снова начали прослушивание на случай, если виза не будет получена. Однако во время одного из прослушиваний они получили письмо, подтверждающее, что она получила визу и может приступить к работе над шоу.
Мэттью Фокс, Доминик Монаган и Хорхе Гарсиа первоначально прослушивались на роль Сойера, который в то время должен был быть городским мошенником и ходить в костюме, но роль была отдана Джошу Холлоуэю. Гарсиа был первым актёром, о котором продюсеры знали, что он точно будет играть роль. Хотя продюсеры считали Гарсию эффектным, они не думали, что он подходит на роль Сойера, поэтому специально для него создали персонажа Хёрли. Когда Холлоуэй проходил пробы на роль Сойера, продюсерам понравился его южный акцент и та острота, которую он привнёс в персонажа (Холлоуэй, по слухам, на прослушивании забывал свои реплики и в расстройстве пинал стул). Продюсеры знали, что он не подходит на эту роль, но считали, что он очень хорошо будет смотреться на экране, поэтому они переписали роль под него, сделав его более диким, но сохранив тот интеллект, которым он обладал изначально. После участия в фильмах «Властелин колец» Доминику Монагану предлагали множество фэнтезийных ролей, например, эльфов или пикси. Он хотел сыграть другую роль, ему нужна была современная роль, которая будет многослойной и с изюминкой. Первоначально в сценарии Чарли был пожилым рокером, который был популярен в 1980-х годах, но теперь пристрастился к героину. После того, как продюсерам понравилось прослушивание Монагана на роль Сойера, они решили взять его на роль Чарли и переписали сценарий, сделав Чарли молодым неудачником.
Когда продюсеры прослушивали актёров на роли в «Остаться в живых», Гарольд Перрино находился в том же районе. Он решил сходить на пробы, но поначалу у него было скептическое отношение к сериалу, он согласился на роль, когда Джей Джей Абрамс рассказал о ней более подробно. На роль Уолта претендовало много детей. Их число сократилось до трёх лучших, и победу одержал Малкольм Дэвид Келли, продюсеры также были впечатлены его ролью в фильме «История Антуана Фишера» (2002). Абрамс уже работал с Терри О’Куинном ранее в сериале «Шпионка» и был не прочь поработать с ним снова. Он объяснил О’Куинну, что хотя роль в первых сериях будет довольно небольшой, в дальнейшем персонаж будет развиваться. О’Куинн согласился на роль, поскольку доверял Абрамсу. Он также был единственным актёром, которому не пришлось проходить официальное прослушивание на роль одного из главных героев. Продюсеры искали на роль Шеннон кого-то, кто обладал бы «качеством Пэрис Хилтон», но она не должна была быть просто глупой, поскольку сюжетная линия требовала большего. Пробы проходило множество женщин, прежде чем продюсеры остановились на Мэгги Грейс. В первом сезоне она была прописана как антипатичный персонаж, поскольку продюсерам нужен был герой, которого они могли бы использовать для создания оппозиции и конфликта. В отличие от многих других персонажей первого сезона, которые были переписаны на основе актёров, которые их играли, Бун оставался практически неизменным на протяжении всего производства. Первоначально он должен был носить имя Бун Энтони Маркхэм V, а также прозвище «Пять». Иэн Сомерхалдер был выбран на эту роль, но он не хотел сниматься в пилоте; однако, узнав, что будет работать с Абрамсом, он сразу же согласился.
Планировалось, что «Остаться в живых» будет мультикультурным шоу с международным актёрским составом. Продюсеры решили, что на роль Клэр должна быть приглашена австралийская актриса, и судно Oceanic 815 должно отправляться из Сиднея. Эмили де Рэвин работала в Эдмонтоне, поэтому не смогла поехать на пробы, которые проходили в Лос-Анджелесе. По видеозаписи, которую она прислала продюсерам, они смогли понять, что де Рэвин обладает нужной молодостью и миловидностью, необходимыми для этой роли, но при этом выглядит так, как будто у неё есть жизненный опыт. Саида не было в первоначальном проекте пилотного эпизода, но исполнительный консультант Джефф Пинкнер работал с Навином Эндрюсом над сериалом ABC под названием «Зверь» и был очень заинтересован в его участии в «Остаться в живых». Продюсеры были удивлены тем, что Эндрюс заинтересовался ролью. Когда они проводили кастинг, Эндрюсу сказали только, что Саид родом из Ирака и служил в армии. Ким Юнджин первоначально прослушивалась на роль Кейт. На пробах она сказала продюсерам, что свободно говорит по-корейски, так как выросла в Южной Корее, где снялась в нескольких фильмах. Продюсеры были впечатлены игрой Ким и написали для неё персонажа Сун, которая, как планировалось, не должна была говорить по-английски, но после это решение было изменено. Дэниел Дэ Ким был выбран на роль Джина, мужа Сун. Дэ Ким описал своё прослушивание как «действительно интересный опыт». Ему было особенно трудно, поскольку он со времён школы впервые говорил на корейском языке.

### Съёмки
Съемки начались в Лос-Анджелесе 11 марта 2004 года, в первую очередь были сняты сцены внутри самолёта. Основным местом съёмок был гавайский остров Оаху. Обломки рейса 815 были сделаны из самолёта Lockheed L-1011, выпущенного в 1972 году и ранее использовавшегося Delta Air Lines до 1998 года, который после покупки компанией ABC был разделён на части и отправлен на Гавайи на корабле. Покупка, доставка и обработка корпуса самолёта составили большую часть бюджета пилотной серии, который при оценке в 10-14 миллионов долларов стал самым дорогим пилотом на тот момент. Поскольку расходы на пилотный проект росли, опасения Брауна, из-за того, что он дал зелёный свет крупнобюджетному сериалу, у которого не было целостного сценария, стали причиной того, что дни Брауна в Disney были сочтены. В марте 2004 года, когда снимался пилот, Браун вернулся с Гавайев, где проходили съёмки. Через несколько дней он был уволен. Причиной увольнения послужило то, что главы студии считали, что рейтинги сериала окажутся низкими. Неизвестно почему после увольнения Брауна проект не был закрыт немедленно. Возможно дело было в уже затраченных деньгах на шоу.
Джей Джей Абрамс решил отказаться от воздушных съёмок, чтобы не показывать слишком много острова, а также потому, что он чувствовал, взгляд на героев с разных точек зрения может запутать зрителей. Съёмки пилотного эпизода завершились 24 апреля, в день рождения Линделофа. В пилоте широко использовались визуальные эффекты, в частности, много сцен было сняло на фоне голубого экрана. В частности один эффект был переснят незадолго до выхода в эфир второй части. Сцена с участием чучела белого медведя была использована в рекламных роликах перед трансляцией, она была снята в стоп-моушн и высмеяна в интернете, что побудило ABC заменить медведя на CGI модель.

## Выход в эфир и критика
«Остаться в живых» стал одним из редких случаев, когда фанаты ещё до выхода первого эпизода начали онлайн-кампанию, направленную на спасение сериала. Поклонники считали, что сериал был обречён на отмену ещё до выхода на экраны.
Мировая премьера пилотного эпизода состоялась 24 июля 2004 года на San Diego Comic-Con. Часть 1 впервые вышла в эфир 22 сентября 2004 года, и её посмотрели 18,6 миллионов зрителей, что стало лучшим показателем для пилота драматического сериала ABC со времён сериала «Одно убийство» в 1995 году. На следующей неделе часть 2 набрала 10,5/17 баллов в рейтинге Нильсена, её посмотрели 17 миллионов зрителей. В России премьера первого сезона состоялась на Первом канале 10 июля 2005 года, далее его показывали каналы ТНТ, AXN Sci-Fi и ТВ-3.
После выпуска шоу отзывы были положительными. IGN поставил эпизоду оценку 10/10, заявив, что «Остаться в живых» «выполняет все обещания, данные зрителям». В серии «Flashback Reviews» от IGN за 2008 год Крис Каработт изменил оценки; он поставил первой части 9,5/10, сказав, что тайны сериала «будут держать многих из нас в плену следующие четыре года»; он поставил второй части 9/10, сказав, что «это действительно американские горки эмоций, и то чувство ужаса, которое возникает здесь, изображено блестяще». Entertainment Weekly поставил оценку «A», заявив, что сериал может понравиться даже не фанатам научной фантастики и фэнтези, а USA Today присвоила фильму 4 звезды, похвалив актёрский состав. Позже Futon Critic поставил пилотный эпизод на пятое место среди лучших эпизодов за 2004 год. TV Guide поставил этот эпизод на пятое место в списке 100 лучших телевизионных эпизодов всех времён. К своему 65-летию TV Guide поставил пилотный эпизод на второе место в списке лучших эпизодов XXI века.
На церемонии вручения премии «Эмми» в 2005 году сериал «Остаться в живых» получил премию в номинации «Лучший драматический сериал». Джей Джей Абрамс получил «Эмми» за «Лучшую режиссуру драматического сериала», Мэри Джо Марки — за «Лучший монтаж однокамерного изображения для драматического сериала», а Майкл Джаккино — за «Лучшую музыкальную композицию для сериала». Сериал в целом получил номинации «Лучшие специальные визуальные эффекты для сериала» и «Лучший кастинг для драматического сериала», а также дополнительные номинации «Лучший монтаж звука для сериала» и «Лучший сценарий драматического телесериала». Кастинг-директор Эйприл Вебстер получила награду Американского общества специалистов по кастингу за работу над пилотом. Первая часть пилота также получила две премии Golden Reel Awards за лучший монтаж звука в телевизионном короткометражном фильме: Sound Effects & Foley и Dialogue & ADR, а также премию VES за визуальные эффекты. Эпизод был номинирован на премию «Хьюго» и награды Американского общества кинооператоров, Гильдии художников-постановщиков и Гильдии режиссёров Америки. «Остаться в живых» стал самым продаваемым шоу канала ABC на международном рынке.